# Anthriscus glacialis
Anthriscus glacialis är en flockblommig växtart som beskrevs av Vladimir Ippolitovich Lipsky. Anthriscus glacialis ingår i släktet småkörvlar, och familjen flockblommiga växter. Inga underarter finns listade i Catalogue of Life.